# MBSサウンドキングダム
『MBSサウンドキングダム』（エムビーエス - ）は、2008年3月31日から2009年4月2日まで毎日放送ラジオ（MBSラジオ）で放送されていた音楽番組である。

## 概要
- 毎日放送ラジオでは2008年度から「MBSヤングタウン」末期以降低迷する深夜番組を大きく改革し、月曜から木曜22時から翌朝3時の5時間に渡り、10代〜30代の若年層を主要なターゲットとして、音楽やトレンド情報を積極的に取り上げる番組を制作することになった。
- 番組は途中「ゴチャ・まぜっ!」を24時台に挟んで、大きく2部構成となっており、22時から24時の第1部「サウンドキングダム-音楽王国-」と、翌1時から3時の第2部「サウンドキングダム DEEP」に分かれており、第1部はパーソナリティのうち1人を「王様」として設定し、第2部ではその王様が原則帰ってしまう形での放送となった。
- Openingなどのテーマソングは、K-106の「Born to Be Funky」（アルバム『DAYS OF WONDER』の一曲目）。
- 番組開始当初は、「ゴチャ・まぜっ!」直後の、「MBSニュース・お天気のお知らせ」は、その日この番組を担当するアナウンサーが報道のスタジオからニュースを読むことになっていたが2008年5月あたりからは、泊り勤務の別のアナウンサーが読むようになった。
- 木曜日は月亭八光が出演することから、テレビ番組「なまみつ」とのコラボレーションも行われた。
- 毎日放送ラジオの大規模な経費削減がはかられることとなり、番組は1年で終了となった。そのため、後番組「MBSうたぐみ Smile×Songs」はサウンドキングダムに出演したことのあるMBSアナウンサーが原則1人で担当する番組となっている。

## 放送時間
サウンドキングダム -音楽王国-
- 月曜日 - 木曜日 22:00 - 翌0:00

- MBSタイガースナイターが延長した場合は、スライド。2時間以上延長した場合は、短縮放送となり、翌2時までの放送となる。

サウンドキングダム -音楽王国- DEEP
- 火曜日 - 金曜日（月 - 木曜深夜）1:05 - 3:00

- MBSタイガースナイターが延長した場合は、縮小放送。1時間以上短縮されると、直前の5分間の「MBSニュース・お天気のお知らせ」を休止、2時間以上延長した場合は、「サウンドキングダム DEEP」のみ休止。

## 出演者、スタッフ
|                             | 月曜日                                                    | 火曜日                         | 水曜日                            | 木曜日                                    |
| --------------------------- | --------------------------------------------------------- | ------------------------------ | --------------------------------- | ----------------------------------------- |
| 王様 （第1部のみ[1]）       | - ヤナギブソン （ザ・プラン9）                            | - 増田英彦[2] （ますだおかだ） | - コザック前田 （ガガガSP）       | - 石原正一 （石原正一ショー）             |
| パートナー （第1・2部共通） | - 岩崎愛( - 9月)[3] - まきちゃんぐ(10月- ) - 井上雅雄アナ | - 松本美香 - 松本麻衣子アナ    | - 向清太朗（天津） - 八木早希アナ | - 宇都宮まき - 月亭八光[4] - 河田直也アナ |
| 放送作家                    | - 寺本覚                                                  | ?                              | ?                                 | - 寺本覚                                  |
| NEC Presents U.K. Recommend | - U.K.                                                    | - U.K.                         | - U.K.                            | - U.K.                                    |
1. ↑  月、水、木曜日の王様は、「ゴチャ・まぜっ!」の後の第2部のDeepに登場することも多く、別撮りのゲストコーナーなども担当するなど大変協力的であるのに対し、火曜日の王様は、Deepに登場することはほとんどなく、別撮りのゲストコーナーは松本美香、松本麻衣子アナが専ら担当していた。
2. ↑  隔週ではあるが、この番組の前で同局のラジオ番組、「どーだ!ますだおかだ」の収録を二週分行うので、その週はテンションが低い。また、フジテレビの「お笑い芸人歌がうまい王座決定戦スペシャル」などの収録日が重なった場合、有無を言わせずサウンドキングダムを休むことが当たり前になっている。
3. ↑  自身の活動拠点が東京に移るため降板。
4. ↑  2008年度前半は、第1部にはちょっと顔を出す程度で、また第2部のDEEPでも、音楽法典を担当していないこともあることから、立場としては、「レギュラーゲスト」に近かった。しかし後半からは、「なまみつ」が「ロケみつ」に代わったことから、第1部には参加せず、第2部のDEEPに参加するためだけに深夜の十二時ごろMBSにやってくる。

このほか、レギュラー出演者が休んだ際には吉竹史や前田阿希子(ともにMBSアナウンサー、この2人は年末年始の特番にも参加)、天津木村などが出演、もしくは他の曜日の出演者が応援に行ったりしていた。

## コーナー

### 全曜日共通
- NEC Presents U.K. Recommend ─ 全曜日共通コーナー。U.K.お薦めのアルバム、シングルなどを一週間通しで紹介。
- 王国チャート ─ カウントダウン形式で紹介。ランキング内容そのものは各曜日別なので後述する。
- 王国ニュース ─ 全曜日共通コーナー。その日のエンタメ、音楽ニュースなどを紹介。火曜日だけこの後に、松本美香が伝える、「ここだけニュース」というコーナーがある。

以下、Deep
- キングダム音楽法典 ─ 全曜日共通コーナー。五十音順にアーティストを選び、王様、パートナーが一人一曲ずつ選曲し紹介していたが、五十音順で二周した2008年9月9日からは、五十音順に曲のタイトルで選曲、紹介するように変更。曲のタイトルで五十音順で二周した2009年2月24日からは、五十音順ではなく、「日替わりキーワード」に関したものを選曲、紹介するように変更。
  - 2008年11月6日深夜のDEEP（実際には、日付が代わり、11月7日）では、野球中継が押したため、音楽法典を行わなかった。しかし、次の週の月曜日はそのことに気づかず、「ま」を飛ばして「み」から始まる曲を紹介。その後、次の週の2008年11月17日深夜のDEEP（実際には、日付が代わり、11月18日）で、飛ばした月曜日で「ま」から始まる曲を紹介した。

### 月曜日
- 王国チャート ─ アルバムランキング

番組当初は、最新カラオケランキングだったが毎週あまり変化がないので、5月からは、最新カラオケランキングとともに「懐かしの年間カラオケチャート」をメインで紹介するようになったが、発表する年間チャートがなくなったので7月21日からは「アルバムランキング」に変更。
- ヒューマンガス様の世紀末天気予報
- ヒューマンガス様のトキメキ血液型占い
- まさおちゃん、ポン！
- まさおちゃん、ギャア！
- ヒューマンガスのエコ川柳（2008年オーサカキング連動企画　エコキングダム ）
- ヒューマンガスのエゴ川柳
- りこめん☆リコメーン
- 井上雅雄の酒とスパムと男と女
- 洋楽ギブSONG

洋楽大好きなヤナギブソン国王がお薦めする洋楽を一曲を紹介し、なぜかそれをBGMに井上アナが文学作品を朗読するコーナー。
- ヤナギブソンの勝手に詞やがれ～ネバーマインド・ザ・リリックス～
あの名曲の歌詞の裏側の想像するコーナー。
- 井上雅雄の合コンあるある

井上アナが合コンでやってそうな一言を、木曜担当の河田アナが披露するコーナー。
- ヒューマンガスの酒とバギーと男と女

人生経験豊富なヒューマンガス様にリスナーが人生相談するコーナー。
以下、Deep
- L-1グランプリ
- 岩崎愛の愛♥MUSIC
- 井上雅雄のかかってきなさい！
- まきちゃんぐ・まさおちゃんぐ☆あるあるゴングショー
- この歌詞ええねん ─ 歌詞のいい曲を紹介。
- まきちゃんぐ・まさおちゃんぐの漫画道─ 漫画好きの二人が毎週、一つの漫画、または主人公について熱く語る支持するコーナー。

### 火曜日
- 王国チャート ─ 着メロ・着うたランキング
- ポエム甲子園
- エコポエム（2008年オーサカキング連動企画　エコキングダム ）
- 後輩・マイコー

毎週、松本アナがあるアーティストの後輩になりきり、その先輩アーティストネタを読み上げるコーナー。（2009年3月17日放送分は松本アナがお休みだったため、松本美香とピンチヒッター吉竹史アナの二人が「後輩美香＆史」というコーナータイトルで行った）
以下、Deep
- 松本の素 ─ ライブレポートなど二人の松本が代わりばんこに自分のエッセンスを紹介。
- マナカナ ─ マナカナのようにそっくりな二曲を紹介。

### 水曜日
- 王国チャート─ タワレコ（タワーレコード）ランキング
- 天津・向の八木早希プロデュース計画
- オタクdeエコ（2008年オーサカキング連動企画　エコキングダム ）
- うたえ♪ワードアワード
毎週、ある曲の空欄を替え歌にして埋めていくコーナー。

以下、Deep
- 八木早希のプライベートレッスン ─ 八木アナのお薦めの洋楽から、その歌詞の一部を天津・向にきれいな発音で教える。
- 教えて、恋愛マスター天津・向の恋の処方箋 ─ 恋愛マスターの天津・向がリスナーの恋のお悩みに笑い一切なくお答えする。
- 天津・向の明日から使えるオタクカルチャー、略してオタカル
- 清ちゃん・早希ちゃんアドリブ半劇場 ─ 毎週、スタッフや向から与えられる会話のやり取りの最後を、八木アナのアドリブで終わるコーナー。向いわく、「今までのオタカルが生かされる」とのこと。

### 木曜日
- 王国チャート  ─ サウンドキングダムオリジナルランキング

ヒットチャートにレンタルチャート、有線チャート、番組へのリクエストを加えたもの
- 僕らの7日間前奏

レギュラーメンバー、リスナーそれぞれのお薦めの前奏を対決させるコーナー。判定は、全知前奏の神が判断する。
- 石原正一の漫画朗読的こころ

リスナーからのリクエストに答え、感情たっぷりに漫画を朗読するコーナー。アーティストのゲストの前で披露することも多かった。
- 宇都宮まきのエコエコクッキング（2008年オーサカキング連動企画　エコキングダム ）
- 石原正一改造計画

かっこ悪いと評判の石原正一をかっこ良くするアイデアをゲストから直接に伝授されるコーナー。
- 先輩河田アナシリーズ

河田アナの日頃の一言を、月曜担当の井上アナが披露するコーナー。CM明けのジングル代わりとして流された。
以下、Deep
- あの日のトラウマ・ミュージック
- ぴくぴくポエム
- 宇都宮まきのすごいの欲しいの！
- 八光・河田のすっぱぁ！─ 茶屋町バナナボーイズこと、八光と河田アナが女性リスナーと電話でしゃべってクイズをするコーナー。
- 宇都宮まきのWe Love Coffee！─ 宇都宮まきと女性スタッフがガールズトークするコーナー。
- キングダム・ミュージックセラピー ─ リスナーの悩みにお答えし、その答えにぴったりな曲を紹介。
- ダイエット企画 ─ 国王、八光、まきちゃんの三人がリスナーお薦めのダイエット法で二月の末までに三キロ減量することを目指すコーナー。

## 曜日間の関係など
- 火曜と水曜は、同じ大沼ディレクターであることから、日頃から交流があり、火曜コーナーで誕生した「ナツストップ」という歌詞に、水曜の国王であるコザック前田が曲をつけたり、エコキングダムというタイトルで合同公開放送を行ったりしている。
- 一方、月曜と木曜は、オーサカキングでの公開録音で、月曜の国王であるヤナギブソンが木曜国王の石原正一と顔を合わせて以来、確執が発生。ヤナギブソンがオーサカキング直後の生放送で石原正一について「この番組によう正一ブッキングしたなー」などと罵倒したり、「永遠の誰やねん」、「カイワレ白髪」とあだ名を付けるなど、ヤナギブソンが石原をいじり、それに応酬する石原という図式ができあがった。（このやり合いは、ほかの曜日でも知られており、「奇跡のユニット」というテーマで話していた水曜の向が、「サウンドキングダムで言ったら、ヤナギブソンさんと石原さんのユニットですね」と発言するほど。）また、月曜と木曜を担当しているMBSアナウンサー同士でも応酬があり、毎週、お互いの日常の一言を真似をするコーナー（「井上雅雄の合コンあるある」と「河田直也の日常シリーズ」）がともに誕生（「先輩河田アナシリーズ」は、「河田直也の日常シリーズ」」から、「河田直也の南の国から2008」、「河田直也のプリズンブレイク語録」、「明日から使える河田直也語講座」、「河田直也のほろ酔いひと言集」、「河田直也主演　連続ラジオ小説　つるとんたん」と次々と変化中）。
- また火曜日の松本美香と石原正一との間においてのデート企画も持ち上がった。
- U.K.は、いろいろその日の国王やパートナーにコメントを送るが、ほとんど無視されている。また、水曜国王からは、「U.K.をライブ会場で見かけたことないぞ」と批判されることもある。
- 木曜日でコーナー化された「宇都宮まきのエコエコクッキング（2008年オーサカキング連動企画　エコキングダム ）」でグランプリを受賞した「プリンプリン・余ったお汁・プリンプリン」が心斎橋・瀧屋（たきや）で2008年12月15日から2009年1月31日まで販売される。
- 2009年1月27日、増田国王の携帯に、和田アキ子から連絡があり、本番中にかかわらず、スタジオに離れて電話に出る。そのあと、スタジオから電話をし、ほろ酔いの和田アキ子が緊急出演し、DVDの告知、曲をオンエアさせられる。

## 公開イベントなど
- 2008年8月2日 「MBSサウンドキングダム オーサカキングスペシャル」（オーサカキング内のイベントとして、生放送）
- 2008年9月23日 「MBSサウンドキングダム エコキングダム 火曜日&水曜日の合同公開録音」（毎日放送茶屋町本社ビル、1階にて）
- 2008年11月24日 「MBSサウンドキングダム 映画『青い鳥』の試写会イベント&まきちゃんぐのミニライブ」（毎日放送茶屋町本社ビル、地下一階AVルームにて）
- 2008年12月23日 「MBSサウンドキングダム presents クリスマス イブイブライブ 」（毎日放送茶屋町本社ビル、1階にて） 出演：ナイス橋本、ONE☆DRAFT
- 2008年12月31日 「MBSサウンドキングダム「ゆく年」スペシャル」（年末年始特別番組、18:30～23:30）
- 2009年1月1日 「MBSサウンドキングダム「くる年」スペシャル」（年末年始特別番組、0:30～4:30）
- 2009年1月21日 「MBSサウンドキングダム presents May'n スペシャルライブ」（毎日放送茶屋町本社ビル、1階にて） 出演：May'n
- 2009年4月4日 「MBSうたぐみSmile×Songs & MBSサウンドキングダム スペシャルライブ」（毎日放送茶屋町本社ビル、1階にて） 出演：コザック前田、まきちゃんぐ、石原正一